# Димитрій Солунський
Дмитро́ Солу́ньський (грец. Δημήτριος της Θεσσαλονίκης, «Димитрій Фессалонікійський»; бл. 270 — 306) — християнський святий-великомученик із грецького міста Солунь (Салоніки). Виходець із римської сенаторської родини. Загинув за віру, проколотий списами. Зображається у вигляді римського вояка зі списом. Один із найбільш шанованих святих у християнській традиції. У середньовіччі сприймався як захисник вітчизни, патрон військової справи, воїнів і лицарства поряд зі святим Юрієм (Георгієм). У Римо-католицькій церкві день пам'яті відзначають 9 квітня і 8 жовтня. День вшанування у православних і греко-католицьких церквах — 26 жовтня. На честь святого в Україні побудовано й іменовано багато церков. В українських церквах і в грецькій традиції згадуваний як славний великомученик Дмитро́ Мирото́чець грец. ὁ μυροβλύτης / μυροβλήτης. бо його мощі виділяли миро, а у візантійських текстах великомученик часто називається побідоносцем, оскільки більшість чудес Дмитрія пов'язані з посланням військової допомоги. В православній церкві в Україні є свято — поминання померлих, назване на честь святого: Дмитрівська поминальна субота.

## Біографія

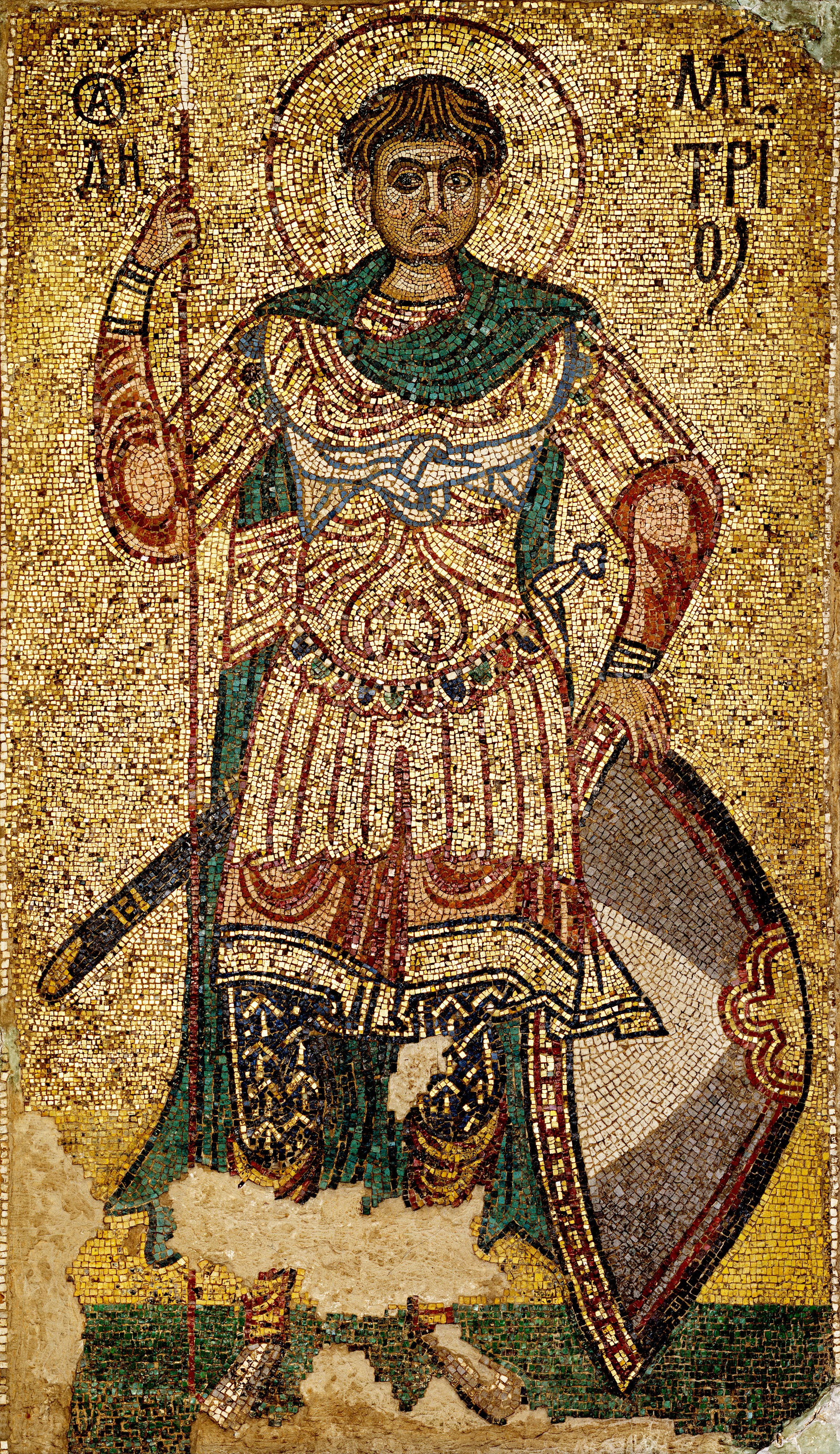
Мозаїка Святого Дмитра Солунського з собору Михайлівського золотоверхого монастиря, Київ, XII ст.).

Дмитро був сином римського проконсула у Фессалоніках (сучасна назва Салоніки, слов'янська назва — Солунь). Ішло вже третє століття християнства, гоніння християн посилювалось. Батько й мати св. Дмитра були таємними християнами. У таємній домашній церкві, яка була в домі проконсула, хлопчик був охрещений. Дмитро одержав християнське виховання. Коли помер батько, а Дмитро став уже повнолітнім, імператор Галерій, який вступив на престол в 305 році, викликав його до себе й, переконавшись у його освіті й військово-адміністративних здібностях, призначив на місце батька проконсулом Фессалонікійської області. Головне завдання, поставлене перед молодим стратегом, полягало в обороні міста від варварів і знищенні християнства. Цікаво, що серед варварів, які несли загрозу римлянам, важливе місце посідали наші предки слов'яни, які радо оселювались на Фессалонікійському півострові. Існує думка, що родичі Дмитра були слов'янського походження. Щодо християн, то воля імператора була висловлена однозначно: «Посилай на смерть кожного, хто закликає ім'я Розіп'ятого». Імператор навіть гадки не мав, призначаючи Дмитра, яку широку дорогу відкриває йому для сповідування християнських подвигів. Прийнявши призначення, Дмитро повертається у Фессалоніки й відразу, у той же день, заявляє, що він християнин, і перед усіма прославив Господа Нашого Ісуса Христа. Замість того, щоб переслідувати християн, він став відкрито навчати мешканців міста християнській вірі та викорінювати ідолопоклонство та поганські звичаї. Автор життя святого Дмитра Метафраст каже, що він став для Фессалонік у своїй безмежній вірності Спасителю «другим апостолом Павлом», бо саме «апостол народів» колись заснував в цьому місці першу громаду віруючих (1 Сол., 2 Фес.).

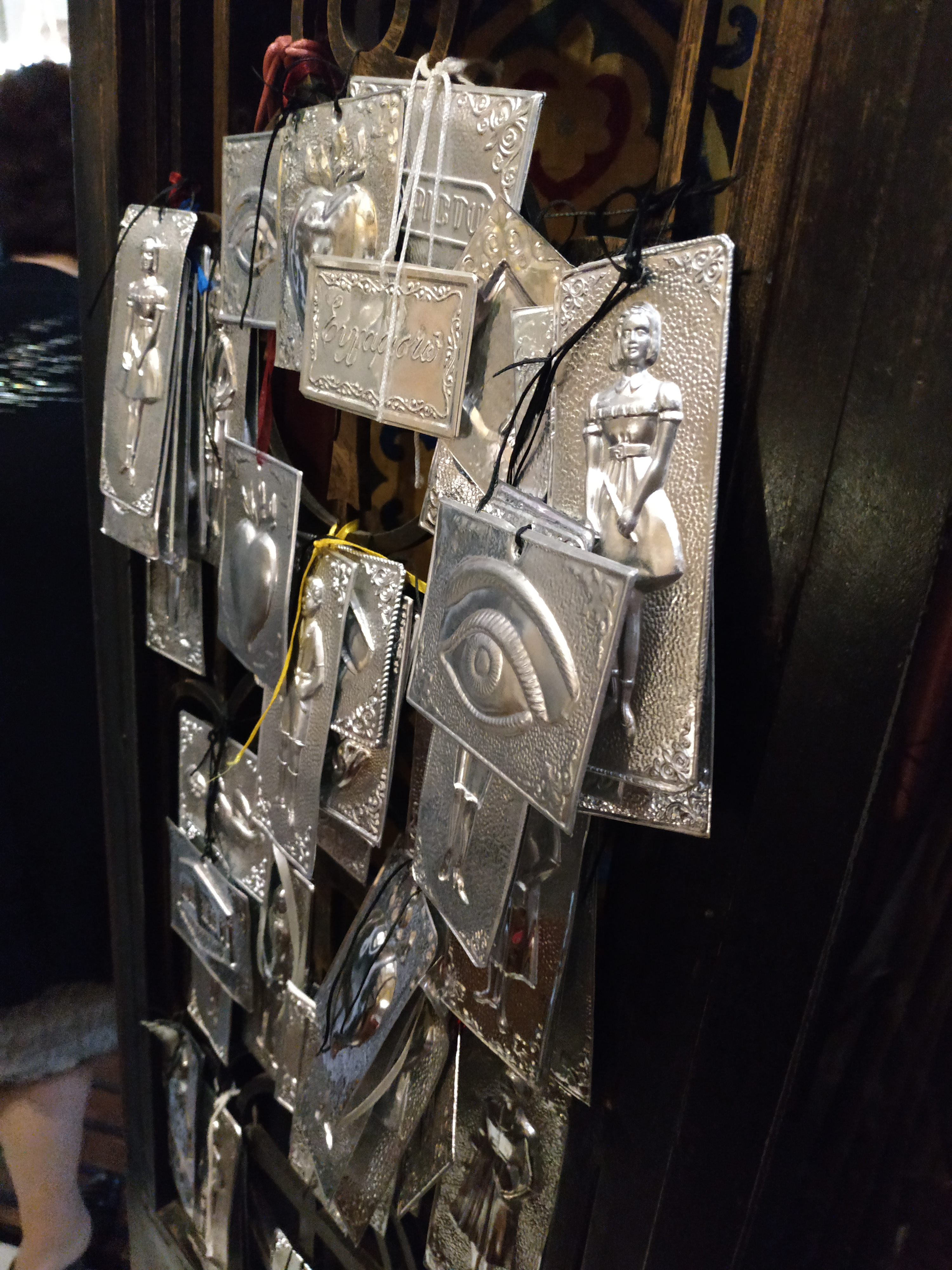
Срібні пожертви біля раки з мощами святого Дмитра в Греції. Фесалоніки.

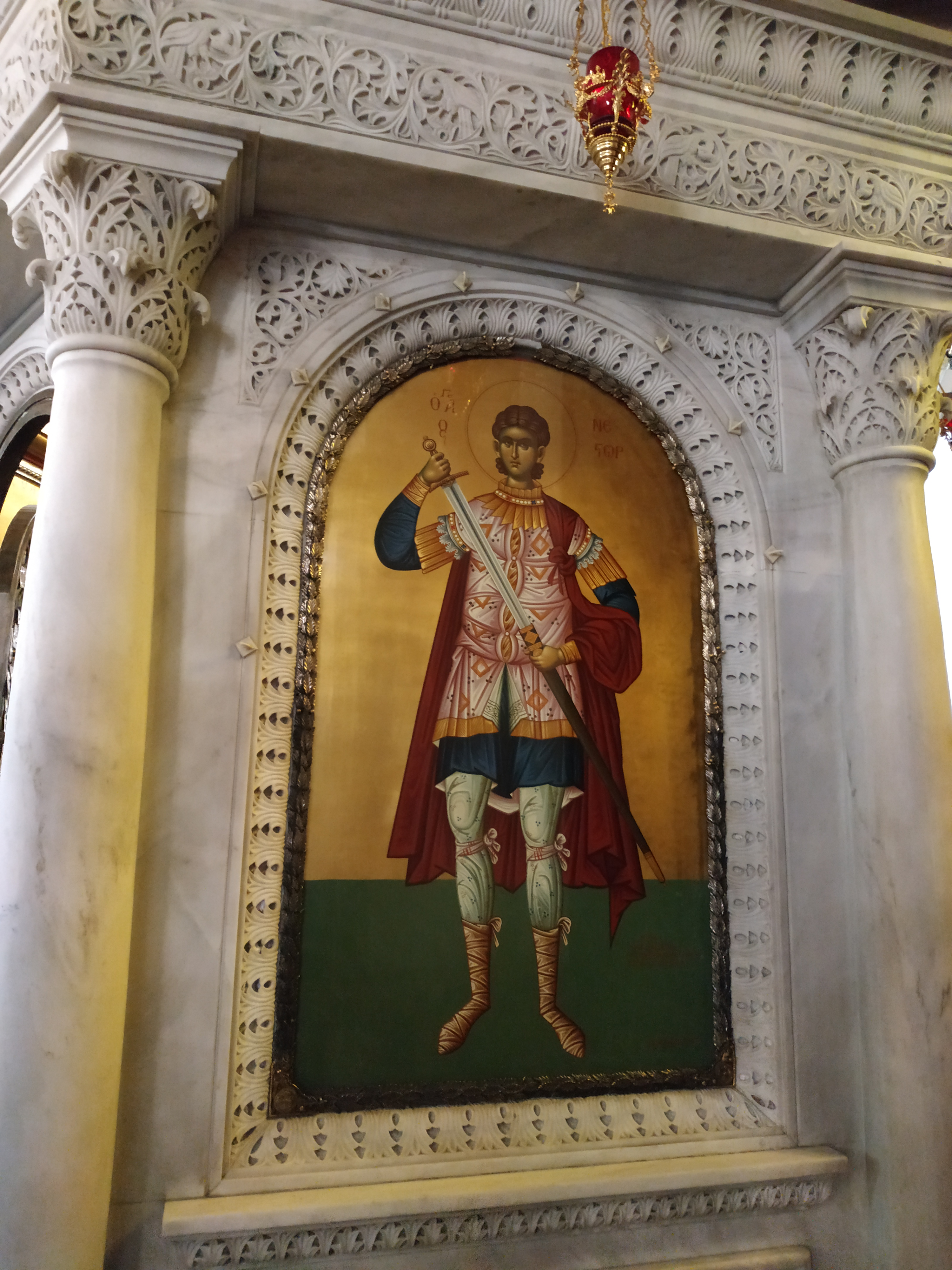
Ікона святого Димитрія у храмі на його честь. Фесалоніки

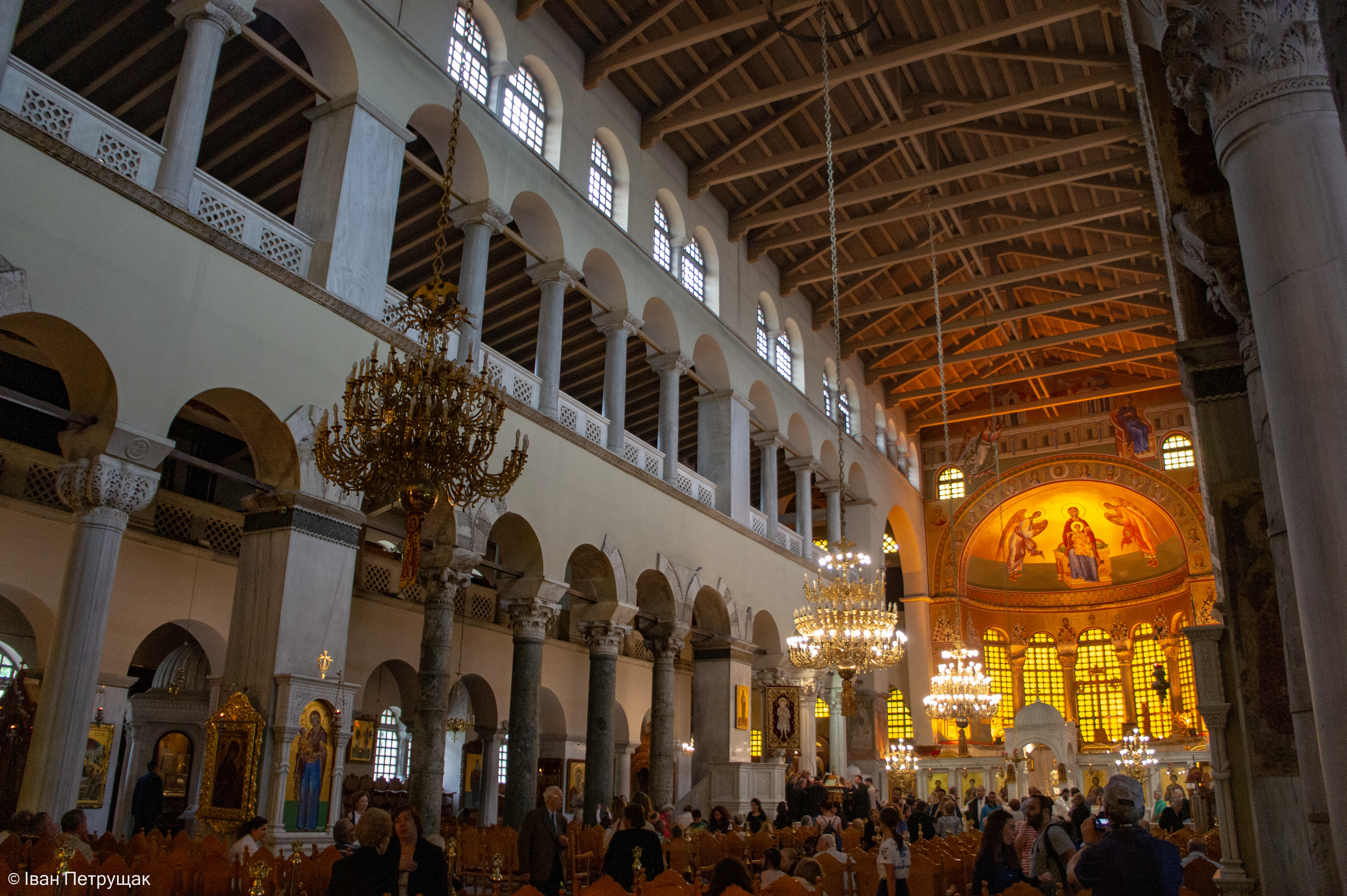
Інтер'єр Базиліки на честь святого Димитрія Солунського

### Ув'язнення та мученицька смерть
Святому Дмитру Провидіння Боже визначило шлях піти за святим апостолом Павлом, наслідуючи його мученицьку смерть. Коли імператор Максиміан довідався, що призначений ним проконсул — християнин, і багато римських підданих, захоплені прикладом Дмитра, прийняли віру в Спасителя, гніву імператора не було меж.
Повертаючись із походу у Причорномор'я, імператор, сповнений бажанням знищити солуньських християн, вирішив вести свою армію через Фессалоніки.
Довідавшись про це, святий Дмитро завчасно дав вказівку своєму вірному помічнику Луппу роздати маєток убогим, сказавши: «Розділи багатство земне між ними — будемо шукати собі багатства небесного», а сам віддався посту й молитві, готуючи себе прийняти вінець мученика. Коли імператор Максиміан увійшов у місто й викликав до себе Дмитра, останній сміливо визнав себе християнином і засудив марність римського ідолопоклонства. Максиміан дав вказівку посадити Дмитра до в'язниці. Тим часом імператор віддався ганебним гладіаторським побоїщам, милуючись, як його улюблений борець Лій скидав із високого помосту на списи воїнів переможених ним християн. Відважний юнак Нестор, із солуньських християн, прийшов до в'язниці, до свого наставника Дмитра, і просив його дати благословення на боротьбу з варваром Лієм. Одержавши благословення, Нестор переміг Лія й скинув його з помосту на списи воїнів, так само, як убивця-язичник скидав християн. Розгніваний імператор наказав негайно позбавити життя святого мученика Нестора, а також послав воїнів до в'язниці пробити списами святого Дмитра. На світанку 306 року в підземну в'язницю явились кати й пробили святого Дмитра списами.

### Поховання й посмертне вшанування

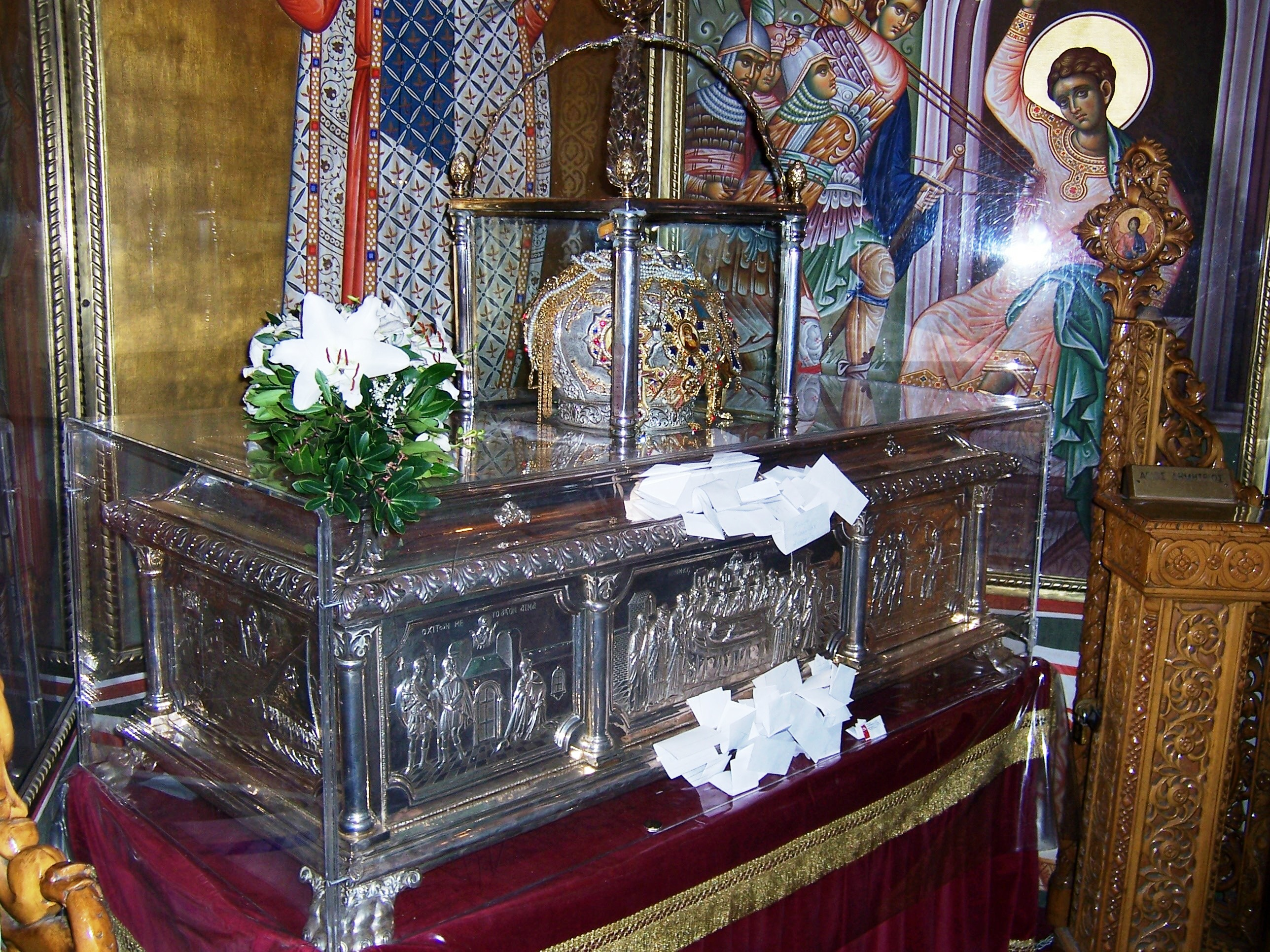
Мощі святого Дмитра Солунського, Салоніки

Тіло святого великомученика Дмитра було викинуто на їжу диким звірам, але побожні солуньські християни взяли тіло й поховали його.
У IV столітті над могилою святого  у Салоніках була побудована перша церква на його честь — базиліка Святого Димитрія. Через сто років, у 412—413 роках іллірійський вельможа Леонтій на згадку про порятунок його від паралічу побудував першу велику церкву між античними лазнями і стадіоном, що перетворилися на руїни. Вівтарна частина побудованої церкви була розташована над ймовірним місцем поховання святого, і при її будівництві  було знайдено мощі святого Димитрія.
Мощі помістили у срібний ківорій. Він мав шестикутну основу, глухі стіни та покрівлю, увінчану хрестом. Усередині було срібне ложе із зображенням лику святого. Віруючі могли заходити всередину і запалювати свічки. Опис ківорія було зроблено архієпископом Фессалоніки Іоанном у середині VII століття, також його зображення було на мозаїці північної колонади базиліки (відомо тільки по акварелях англійського архітектора У. С. Джорджа).
Після цього мощі помістили у мармурову гробницю. Імовірно наприкінці XII — початку XIII століття, можливо, в період існування латинського королівства Фессалоніки, вони були вивезені з Салонік до Італії. Мощі були виявлені в 1520 році в абатстві міста Сан-Лоренцо-ін-Кампо і повернулися назад до Салонік тільки в XX столітті: в 1978 — чесна глава, а в 1980 — основна частина святих мощей (в Італії залишилося шість великих частинок).
Геройську віру св. Дмитра прославив Господь Бог не тільки різними дивами після його смерті, але також нетлінністю тіла та мироточивістю. Коли через сто років після його смерті відчинено гріб — то його тіло знайдено нетлінним, а його кості видавали пахуче миро-олій, яке зціляло недужих.

### Легенда про образ Дмитра
Якось же зайшли варвари на межі Солуньські й охрест міста багато людей полонили, взяли й двох красних дівиць і повели в свою землю, подарувавши їх князю своєму, — були-бо обидві майстрині у вишиванні, всілякі види квітів, і дерев, і пташок, і звірів, і лиць людських уміли добре зображати шиттям. Довідався князь про майстерність їхню в тому ділі і каже їм: «Чув я, що в землі вашій є бог Дмитро, і великі чудеса він чинить, вишийте ж бо на полотні його образ, щоб і я поклонився йому». Діви ж мовлять: «Не Бог Дмитро, але великий слуга Божий і помічник християнам. Не осмілимося учинити цього, княже, знаємо-бо, що не пошанувати його, а наругу вчинити йому хочеш». Князь же говорить: «У руках моїх життя ваше й смерть, вибирайте, що хочете: або вчиніть те, що велю вам, і живі будете, або, не виконавши наказаного, помрете відтак». Вони-бо, злякавшись страхом смерті, почали вишивати на полотні образ святого Дмитра. Коли ж настав день пам'яті його, довершено було того образа, і тієї ночі сиділи при п'яльцях ті діви, лягли на образ і почали плакати: «Не прогнівайся на нас, мучениче Христовий, знаємо-бо, що беззаконний князь хоче наругу вчинити святому образові твоєму; знай же, що не хотіли ділом нашим зображати лиця твого, але неволею те учинили, боячись гіркої смерті». І так плакали над образом і позасинали. І як колись ангел Аввакума, так святий Дмитро узяв тих дів із образом своїм і із полону переніс тієї ночі до Солуня на свято своє й поставив біля гробу свого у церкві, де звершувалося всенічне співання. Побачили люди чудо це, здивувалися, а діви ті, збудившись, вигукнули: «Слава Богу, де це ми є!» — і гадали, що сон бачать. Коли ж переконались, що в Солуні вони й бачать гріб святого, голосно подякували своєму заступникові, святому Дмитру, і все про себе всім оповіли. Пораділи солуняни на таке преславне диво і святкували радісно день святого Дмитра. Образ же його вишитий над вівтарем поставили, і численні від нього чудеса бували на славу Бога, в Трійці єдиного, Йому ж честь, і подяка і поклоніння від усього живого буде навіки. Амінь.
За часів святого рівноапостольного Констянтина Великого (306—337) над могилою святого Дмитра було збудовано Базиліку Святого Димитрія у місті Салоніки, яка нині перебуває під охороною ЮНЕСКО.

## Канонізація і вшанування пам'яті святого Дмитра
Празник святого великомученика Димитрія встановили у 740 році.

### Русь
Шанування великомученика Дмитра почалось відразу після прийняття хрещення Київської Русі. На початку 70-х років XI століття був заснований Дмитрівський монастир у Києві, відомий нам пізніше Свято-Михайлівський Золотоверхий монастир. Побудував монастир син Ярослава Мудрого великий князь Ізяслав, у хрещенні одержавши ім'я Дмитро. Пам'ять святого Дмитра Солуньського з давніх часів була пов'язана з подвигом воїнів, патріотизмом і захистом рідної землі.
День святого Дмитра належить до середніх свят. Із цим святом є злучена пам'ять землетрусу, який був у Царгороді 26 жовтня 740 року. У богослужінні на святого Дмитра Церква показує його геройську віру та різні чесноти. Вона славить його як мужнього Христового воїна й сповідника, як чудотворця, що лікує недуги душі й тіла та помагає в кожній потребі.

### Церкви на честь Дмитра Солунського
Дивіться повний список храмів святого Димитрія Солунського.
На честь святого в Україні та закордонні споруджено чимало храмів. Українська православна церква св. вмч. Димитрія Солунського у селі Красне Скадовського району Херсонської області.

## Гімнографія
«Мучениче страстотерпче, святий Дмитре, — співаємо на стихирах вечірні — ти дивами світиш світові, наче сонце. Тож святкуючи твою пам'ять, ми всі радіємо твоїми дивами, Блаженне…» А в п'ятій пісні канону ранішнього читаємо: «Ті, що з вірою щиро прибігають до твого храму, Дмитре, скоро звільняються від недуг і душевних терпінь».